# Labin
Labin (italijansko Albona) je mesto v jugovzhodni Istri na Hrvaškem in sedež istoimenske mestne občine (Grad Labin) z 10.616  prebivalci (2021), ki upravno spada pod Istrsko županijo. Samo mesto je leta 1991 štelo več kot 9.000 ljudi, leta 2021 jih je imelo 5.806. Labin je ena od občin, kjer živi avtohtona slovenska manjšina v Istri. V upravno območje mesta Labin spadata tudi pristanšče in letovišče Rabac ter primestno naselje Vinež, skupaj z katerim ima mestno območje strnjene poselitve okoli 7.000 prebivalcev.  
V petih lokalnih skupnostih v okolici, imenovanih tudi "Labinščina" (nekdanja Občina Labin), kamor sodi tudi rudarsko mesto in občina Raša, živi skupaj 21.000 ljudi.
Labin, popis 1991; skupaj: 9.036

## Geografija
Leži  5 km severozahodno od pristanišča Rabac na 320 mnm visoki planoti, ki se hitro spušča  v dolino potoka Rabac proti morju. Labin leži ob glavni cesti Reka - Pulj. Od Reke je oddaljen 60, od Pule pa 43 km. Labin je bil rudarsko središče Podlabinskega premogovnega bazena, ki pa je z opustitvijo rudarjenja precej zgubil na svojem pomenu.
Današnji Labin je sestavljen iz dveh naselij: iz starega naselja - mesta na hribu ali Labina v ožjem pomenu besede, in novega Labina - rudarskega naselja Podlabina. Stari Labin je najbolj ohranjen predstavnik akropolskega naselja v Istri.

## Zgodovina
Na kraju, kjer stoji današnji Labin je bilo že prazgodovinsko naselje in kasneje rimska Albona. Pri arheoloških izkopavanjih so našli kamnite fragmente, ki so pripadali antičnemu naselju. V srednjem veku je bil Labin v posesti Oglejskega patriarha, od 1420 pa je pripadal Benetkam, ki so naselje obzidale z obrambnim zidom. V 17. stol. se prične Labin širiti izven obzidja, ter se postopno gradi na severozahodni strani starega naselja.

### Labinska republika
Labinski rudarji so 2. marca 1921, da bi podprli svoje ekonomske zahteve in odgovorili na fašistične provokacije, zasedli premogovnik, organizirali rdeče straže, prevzeli oblast v mestu in razglasili Labinsko republiko, ki se je obdržala do 8. aprila 1921, ko je bila rudarska akcija zlomljena z oboroženo intervencijo.

## Ljudje povezani z Labinom
V Labinu so se rodili:
- Matija Vlačić Ilirik, hrvaški protestantski teolog (1520–1575)
- Josip Belušić, hrvaški izumitelj
- Anteo Ukušić, hrvaški učitelj in politik

## Demografija
| Pregled števila prebivalcev po letih | Pregled števila prebivalcev po letih | Pregled števila prebivalcev po letih | Pregled števila prebivalcev po letih | Pregled števila prebivalcev po letih | Pregled števila prebivalcev po letih | Pregled števila prebivalcev po letih | Pregled števila prebivalcev po letih | Pregled števila prebivalcev po letih | Pregled števila prebivalcev po letih | Pregled števila prebivalcev po letih | Pregled števila prebivalcev po letih | Pregled števila prebivalcev po letih | Pregled števila prebivalcev po letih | Pregled števila prebivalcev po letih | Pregled števila prebivalcev po letih | Pregled števila prebivalcev po letih |
| ------------------------------------ | ------------------------------------ | ------------------------------------ | ------------------------------------ | ------------------------------------ | ------------------------------------ | ------------------------------------ | ------------------------------------ | ------------------------------------ | ------------------------------------ | ------------------------------------ | ------------------------------------ | ------------------------------------ | ------------------------------------ | ------------------------------------ | ------------------------------------ | ------------------------------------ |
| 1857                                 | 1869                                 | 1880                                 | 1890                                 | 1900                                 | 1910                                 | 1921                                 | 1931                                 | 1948                                 | 1953                                 | 1961                                 | 1971                                 | 1981                                 | 1991                                 | 2001                                 | 2011                                 | 2021                                 |
| 1641                                 | 2084                                 | 2011                                 | 2115                                 | 1879                                 | 1799                                 | 2557                                 | 2319                                 | 4011                                 | 6228                                 | 6649                                 | 7261                                 | 8530                                 | 9036                                 | 7904                                 | 6893                                 | 5806                                 |